# Mitsugu Nomura
Mitsugu Nomura (jap. 野村 貢 Nomura Mitsugu; ur. 21 listopada 1956 w Muroranie) – były japoński piłkarz, reprezentant kraju.

## Kariera klubowa
Od 1979 do 1989 roku występował w klubie Fujita Industries.

## Kariera reprezentacyjna
W reprezentacji Japonii zadebiutował w 1981. W reprezentacji Japonii występował w latach 1981–1982. W sumie w reprezentacji wystąpił w 12 spotkaniach.

## Statystyki
| Reprezentacja Japonii | Reprezentacja Japonii | Reprezentacja Japonii |
| Rok                   | Mecze                 | Gole                  |
| --------------------- | --------------------- | --------------------- |
| 1981                  | 8                     | 0                     |
| 1982                  | 4                     | 0                     |
| Razem                 | 12                    | 0                     |